# Arnold Schönberg
Arnold (Franz Walter) Schönberg (Wenen, 13 september 1874 – Los Angeles, 13 juli 1951) was een Oostenrijks-Hongaars-Amerikaans componist, muziekleraar en -theoreticus en schilder. Hij wordt als grondlegger van de twaalftoonsmuziek tot de invloedrijkste componisten van de twintigste eeuw gerekend. In 1941 verwierf Schönberg de Amerikaanse nationaliteit; vanaf die tijd wordt zijn naam als Schoenberg gespeld.

## De jaren tot de Eerste Wereldoorlog

### Jeugd
Schönbergs ouders verhuisden vanuit Preßburg (het huidige Bratislava) naar Wenen. Zijn vader Samuel Schönberg kwam uit Szécsény in Hongarije, zijn moeder Pauline Nachod uit Praag; Schönberg verkreeg de Hongaarse nationaliteit, die in de Tsjechische werd omgezet in 1918 met de stichting van Tsjechoslowakije.
Zijn muzikale vorming begon met vioollessen op achtjarige leeftijd, waarna hij al snel zelf begon te componeren, in imitatie van Ignaz Pleyel en Giovanni Battista Viotti. ("Als noch nicht neunjähriges Kind hatte ich angefangen, kleine und später größere Stücke für zwei Violinen in Nachahmung solcher Musik zu komponieren, die ich mit meinem Lehrer oder einem Cousin zu spielen pflegte. Als ich Violinduos von Viotti, Pleyel und anderen zu spielen vermochte, ahmte ich ihren Stil nach.")
Later, na kennismaking met een medescholier die altviool speelde, schreef hij trio's voor twee violen en altviool. De dood van zijn vader in 1889 en de daarop volgende armoede van de familie dwongen hem in 1891 zijn school te verlaten en te werken als kantoorklerk in een bank. ("All my compositions up to about my seventeenth year were no more than imitations of such music as I had been able to become acquainted with – violin duets and duet-arrangements of operas and the repertory of military bands that played in public parks.")

### Eerste muzikale vorming en composities (1894-1903)
Zijn vriend Oskar Adler, een violist, was zijn eerste muziekleraar. Schönberg en zijn vrienden vormden een ensemble, en bovendien trad hij in 1894 toe tot een amateurorkest, Polyhymnia, dat werd geleid door Alexander von Zemlinsky. Zemlinsky, gevormd in het conservatorium en met positieve kritieken van Johannes Brahms voor zijn composities, werd zijn enige leraar en degene die hem de formele instructies gaf die hem tot dan hadden ontbroken. Schönberg is verder voornamelijk een autodidact geweest.
Voor het schrijven van zijn strijkkwartet in D (1897) kreeg hij adviezen van Zemlinsky. Zemlinsky zorgde als lid van het comité van de Wiener Tonkünstlerverein ook voor een uitvoering ervan in maart 1898 in de Verein. Het strijksextet Verklärte Nacht van het jaar daarop (1899) werd echter afgewezen door de Verein, het begin van een lange reeks afwijzingen van zijn werken.
Schönberg zette al in zijn vroege werken de eerste stappen in de ontwikkeling van de chromatiek die in 1908 uiteindelijk zouden leiden tot een loslaten van de harmonie gebaseerd op drieklanken en de tonaliteit.

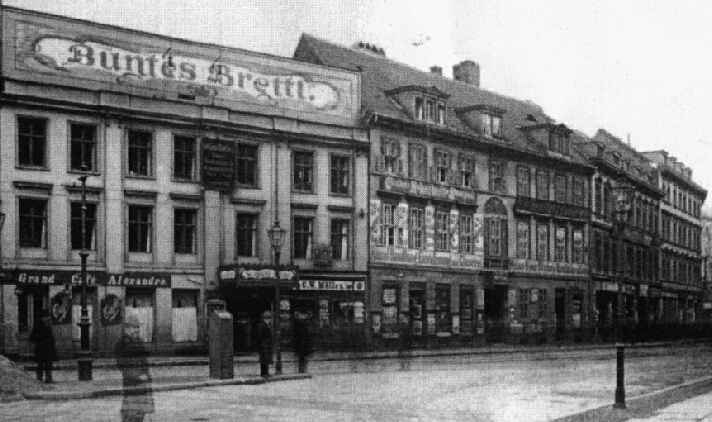
Cabaret Überbrettl

Schönberg onderhield zich in zijn levensbehoeften met het leiden van arbeiderskoren en het orkestreren van operettes. Tussen maart 1900 en april 1901 maakte hij intussen een begin met het schrijven van de omvangrijke Gurre-Lieder. Ook ontmoette hij er Alma Maria Schindler, later de vrouw van onder meer Gustav Mahler. 
In 1901 huwde Schönberg Zemlinsky's zuster Mathilde (1877-1923); het echtpaar zou twee kinderen krijgen, Gertrud (1902-1947) en Georg (1906-1974). Het echtpaar verhuisde naar Berlijn waar Schönberg een tijdelijke baan kreeg in de Überbrettl, een cabaret opgezet om het populaire karakter ervan voor serieuze doeleinden in te zetten. Schönberg zou er de dichters Frank Wedekind, Christian Morgenstern en Richard Dehmel ontmoeten.
Na afloop van zijn contract bij Überbrettl zou Schönberg genoodzaakt zijn geweest om weer operettes te orkestreren als hij niet in contact was gekomen met Richard Strauss. Die was onder de indruk van de voltooide delen van de Gurrelieder en van Schönbergs pas afgeronde symfonisch gedicht Pelleas und Melisande. Strauss gebruikte zijn invloed en bezorgde hem een aanstelling aan het Sternconservatorium. Schönberg bleef een jaar langer in Berlijn en keerde in 1903 naar Wenen terug.

### Wenen 1903-1911

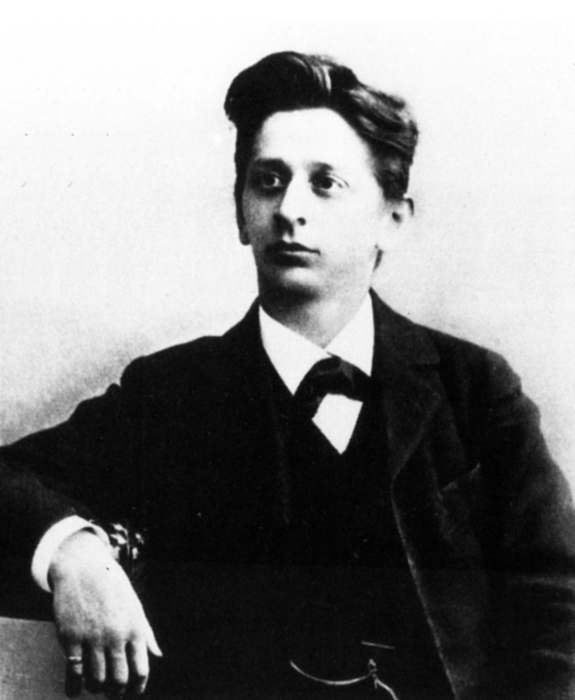
Alexander von Zemlinsky

In Wenen richtte Schönberg met Zemlinsky de Vereinigung schaffender Tonkünstler op. Een jaar lang gaf hij harmonie- en contrapuntlessen in de Schwarzwald'schen Schulanstalten. Een aantal leerlingen bleven nadien bij hem privélessen volgen; in 1904 kwam daar een leerling van Adler bij, Anton Webern, en ook Alban Berg. Zij zouden zich ontwikkelen tot grote componisten en de muziekontwikkeling van hun leraar nauw volgen, daar hun eigen zeer persoonlijke interpretatie aan geven, hun eigen weg gaan, maar Schönberg hun leven lang toegewijd blijven.
Het lesgeven was niet erg lucratief (Berg bijvoorbeeld kreeg gratis les omdat hij geen geld had) en het Weense publiek was te conservatief om zijn werk ergens uitgevoerd te krijgen. Speciale genootschappen trachten voor dat conservatisme een oplossing te vinden door uitvoeringen in kleinere kring te organiseren. De Ansorge Verein, het genootschap waarbij Schönberg zich aansloot en waar verschillende van zijn eerste werken voor het eerst werden uitgevoerd, wist Gustav Mahler bereid te vinden als ere-voorzitter op te treden. Mahler was zeer onder de indruk van Schönbergs Verklärte Nacht. Het bezorgde Schönberg de voortdurende steun van Mahler.
Pas in 1905 vond de eerste uitvoering plaats van Pelleas und Melisande, onder leiding van Schönberg zelf in de Wiener Musikverein. Later in het jaar voltooide hij zijn Sechs Lieder für Gesang und Orchester (opus 8) en het eerste strijkkwartet (opus 7). Het daaropvolgende jaar volgde de Erste Kammersymphonie für 15 Soloinstrumente, een werk dat, samen met Verklärte Nacht, tot Schönbergs meest uitgevoerde werken zou gaan behoren.
Financieel ging het hem echter slecht en het meer en meer dissonante karakter van zijn werken maakte uitvoering ervan niet gemakkelijk; steeds kreeg hij een storm van kritiek. Schönberg voorzag in zijn levensonderhoud en dat van zijn familie met onder andere het arrangeren van bekende delen uit opera's van Rossini en Lortzing voor piano twee- of vierhandig.
In 1907 werden Schönbergs eerste strijkkwartet en de Eerste Kammersymphonie uitgevoerd. Wederom sprak Mahler zich publiekelijk uit ten gunste van Schönberg en tot zijn dood in 1911 bleef hij de componist steunen.
Uitvoering van het tweede strijkkwartet in 1908 leidde tot nog meer oproer. Het werk heeft in het derde en vierde deel een partij voor sopraan, op teksten van de Duitse dichter Stefan George. Het kwartet is een keerpunt in zijn oeuvre: het moment waarop hij de tonaliteit verliet en de overgang maakte naar zijn expressionistische periode. De eerste vrije dissonante werken, Das Buch der hängenden Gärten en de drie pianostukken (opus 11), werden ontvangen met algeheel onbegrip. Tijdens de zomer van 1909 schreef Schönberg in Steinakirchen zijn Fünf Orchesterstücke (opus 16); hij ontmoette er ook de arts en dichteres Maria Pappenheim die voor hem de tekst schreef voor het monodrama Erwartung (opus 17).
Niet alleen waren er problemen op het gebied met zijn composities; ook in Schönbergs privéleven waren er problemen. Hij had zich in 1907 al meer toegelegd op schilderen en had de schilders Oskar Kokoschka en Richard Gerstl ontmoet. Mathildes verhouding met Gerstl veroorzaakte een crisis binnen het huwelijk en leidde tot de zelfmoord van Gerstl in 1908.

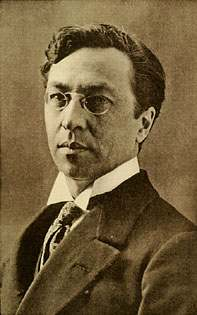
Wassily Kandinsky

Een zelf georganiseerde expositie van zijn schilderwerk in 1910 leidde tot nader contact met de expressionistische schilder Wassily Kandinsky, oprichter van Der Blaue Reiter, waaruit een langdurige vriendschap ontstond. Schönberg exposeerde ook met de schilders van Der Blaue Reiter.
Op compositiegebied was Schönberg jaren productief geweest. Maar tussen 1910 en 1911 wijdde hij zich voornamelijk aan het schrijven van zijn Harmonielehre en de voltooiing van de orkestratie van de Gurrelieder. In 1910 solliciteerde Schönberg met succes naar de positie van extern lector in theorie en compositie, maar zijn hoop op een hoogleraarschap werd niet verwezenlijkt. Wel werden er vragen in het parlement gesteld en werd Schönberg slachtoffer van felle antisemitische aanvallen. Aan het eind van het academisch jaar was zijn financiële situatie zo verslechterd dat hij besloot zijn geluk opnieuw te beproeven in Berlijn.

### Berlijn 1911-1925
De ontvangst in Berlijn ging vergezeld van zeer negatief commentaar in de pers. Zijn colleges op het Stern Conservatorium werden slecht bezocht. Maar zijn naam begon internationaal wel door te dringen en het publiek stond meer open voor zijn vroege muziek, en zijn latere werk maakte nieuwsgierig. Tot die latere werken behoorde onder andere Herzgewächse (opus 20) voor hoge sopraan, celesta, harmonium en harp.
Zijn compositie Pierrot Lunaire werd onder zijn leiding met succes in oktober 1912 uitgevoerd, gevolgd door een tournee in Duitsland. Henry Wood had kort daarvoor, op 3 september 1912, in Londen de eerste uitvoering gegeven van de Fünf Orchesterstücke. De eerste uitvoering van zijn Gurrelieder onder Franz Schreker in Wenen was een groot succes; maar Schönberg, gekwetst door de jarenlange vijandigheid naar zijn muziek van het Weense publiek, weigerde het applaus in ontvangst te nemen.
Al spoedig was die vijandigheid van het publiek voor zijn muziek terug. Zijn pogingen intussen om te dirigeren hadden enig succes door de steun van Zemlinsky en voor het uitbreken van de Eerste Wereldoorlog had hij Pelleas und Melisande, de Gurre-Lieder en de Fünf Orchesterstücke gedirigeerd in een aantal Europese steden.

## De Eerste Wereldoorlog tot 1925
Weer terug in Wenen werd Schönberg in 1915 voor militaire dienst afgekeurd en na een tweede keuring en enige tijd dienst bleek zijn gezondheid zodanig – Schönberg leed aan astma – dat hij in 1916 definitief werd afgekeurd. Hij had al vier jaar relatief weinig gecomponeerd, afgezien van het afronden van Die glückliche Hand in 1913 en de Vier Lieder für Gesang und Orchester (opus 22) in 1916. Plannen voor een grootschalig werk waren in 1915 niet verder gekomen dan een begin met de tekst en de compositie van het oratorium Die Jakobsleiter. Financiële problemen maakten dat hij de huur niet kon betalen en daarom met zijn gezin in goedkope pensions moest wonen. Dat en een nieuwe oproep voor militaire dienst waren nadelig voor het compositieproces. Die Jakobsleiter is nooit voltooid.
Schönbergs seminar voor compositie in de Schwarzwald Schule bleek echter succesvol en tot 1920 bleef hij lesgeven.
Uit het seminar kwam de stichting voort van de Verein für musikalische Privataufführungen. Het doel ervan was om moderne werken gedegen te repeteren en uit te voeren. De pers werd niet toegelaten, details over de programma's werden niet van tevoren bekendgemaakt en de werken moesten herhaald worden opgevoerd. Orkestwerken werden in arrangementen voor piano en kamerensemble uitgevoerd. Tussen februari 1919 en het eind van 1921 werden zo maar liefst 353 uitvoeringen van 154 werken gegeven in 117 concerten. Leerlingen assisteerden, maar Schönberg zorgde zelf voor het grootste deel van de repetities en uitvoeringen.
Het einde van de oorlog betekende een vernieuwde internationale belangstelling voor muziek. In Amsterdam werd Schönberg tot voorzitter benoemd van het Mahler Genootschap en in 1920-1921 keerde hij er terug voor concerten en lezingen over muziektheorie. In deze tijd kreeg zijn nieuwe compositieproces vorm. Tussen 1920-1924 schreef Schönberg de eerste drie dodecafonische werken: de Fünf Klavierstücke (opus 23), de Serenade (opus 24) en het Blaaskwintet (opus 26).
In oktober 1923 overleed Schönbergs vrouw Mathilde, een verlies dat hem ondanks de grote huwelijkse spanningen diep raakte. Lang duurde zijn weduwnaarschap niet: in augustus 1924 huwde hij Gertrud Kolisch (1898-1967), de zuster van zijn leerling Rudolf Kolisch. Schönberg en zijn vrouw Gertrud kregen drie kinderen: Dorothea Nuria (1932, later gehuwd met de componist Luigi Nono), Rudolf Ronald (1937) en Lawrence Adam (1941).

## Berlijn 1925-1933
In de zomer van 1925 werd Schönberg uitgenodigd om de masterclass compositie te verzorgen aan de Akademie der Künste in Berlijn als vervanger van Ferruccio Busoni die het jaar ervoor was overleden. Antisemitische protesten verschenen in het Zeitschrift für Musik als reactie op zijn benoeming, die in oktober zou ingaan.
Schönberg accepteerde en kwam begin 1926 in Berlijn aan, met zijn (ex)leerlingen Roberto Gerhard, Winfried Zillig en Josef Rufer. Naast zijn lestaken had Schönberg ook zitting in de senaat van de Akademie.
Voor Schönberg brak een periode van 7 jaar aan waarin zijn werkomstandigheden verbeterden. In zijn werk als docent had hij inspraak en hij hoefde maar 6 maanden per jaar les te geven. Ook zijn creative activiteiten bloeiden op. De Suite (opus 29), in Wenen begonnen, werd voltooid, gevolgd door de Variationen für Orchester (opus 31), het derde strijkkwartet (opus 30). Zijn zionistische Sprechdrama Der biblische Weg, voltooid in juli 1927, sloot aan bij zijn heroriëntering op de joods-zionistische politiek, het joodse geloof en de nationale joodse identiteit, mede een gevolg van het aan den lijve ervaren antisemitisme.

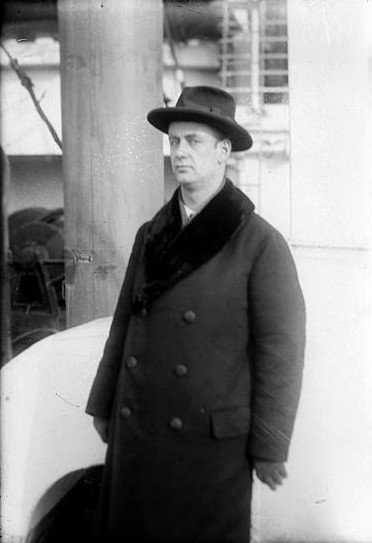
Wilhelm Furtwängler

Enige waardering voor zijn vroegere werk ontstond bij het publiek, maar zijn nieuwere werken werden met uiteenlopende reacties ontvangen, zoals de Orkestvariaties, die onder Wilhelm Furtwängler in 1928 in première gingen.
In 1928 begon Schönberg aan het libretto van zijn opera Moses und Aron. Tijdens het schrijven noemt Schönberg het nog een oratorium. De aan de Bijbel ontleende stof bewerkte Schönberg en hij voegde er niet-Bijbelse elementen aan toe. Het jaar erop voltooide hij zijn Von heute auf morgen (opus 32), het eerste muziekdrama geschreven met gebruikmaking van de twaalftoonstechniek. Het libretto was van de hand van Max Blonda, pseudoniem van Schönbergs echtgenote Gertrud.
In opdracht van Heinrichshofen's Verlag in Maagdenburg schreef hij in 1930 de Begleitungsmusik zu einer Lichtspielszene (opus 34), muziek ter begeleiding van stomme films.
Gedurende 1931 verbleef Schönberg voor een groot deel van het jaar in het buitenland, eerst van mei en tot september in Montreux in Zwitserland, vanaf oktober in Barcelona. Daar werkte hij verder aan zijn opera Moses und Aron; de eerste akte werd er voltooid.
Zijn terugkeer stelde hij uit om de politieke situatie in Duitsland, waar antisemitische weerstanden van de Akademie tegen hem als formele problemen werden verpakt. Voordat hij in juni 1932 weer op zijn post moest zijn teruggekeerd voltooide hij de tweede akte van Moses und Aron in Barcelona; ook zijn dochter Dorothea Nuria werd daar geboren.
Maart 1933 maakte de Senaat van de Akademie bekend – en Schönberg was daarbij aanwezig - dat 'Joodse elementen' uit de Akademie der Künste zouden worden verwijderd. De boodschap en het gevaar was voor Schönberg duidelijk: de Schönbergs verlieten in mei 1933 Berlijn en brachten de zomer in Frankrijk door. Daar schreef Schönberg alleen het Concert voor strijkkwartet en orkest, naar Handel.
Op 24 juli keerde Schönberg terug tot het Joodse geloof, dat hij de rug had toegekeerd in 1898 met zijn overgang naar het Lutheranisme. Na Schönbergs aanvaarden van een betrekking als leraar aan de Malkin Conservatory in Boston arriveerde de familie op 31 oktober 1933 in de Verenigde Staten.

## De Amerikaanse jaren 1933-1951

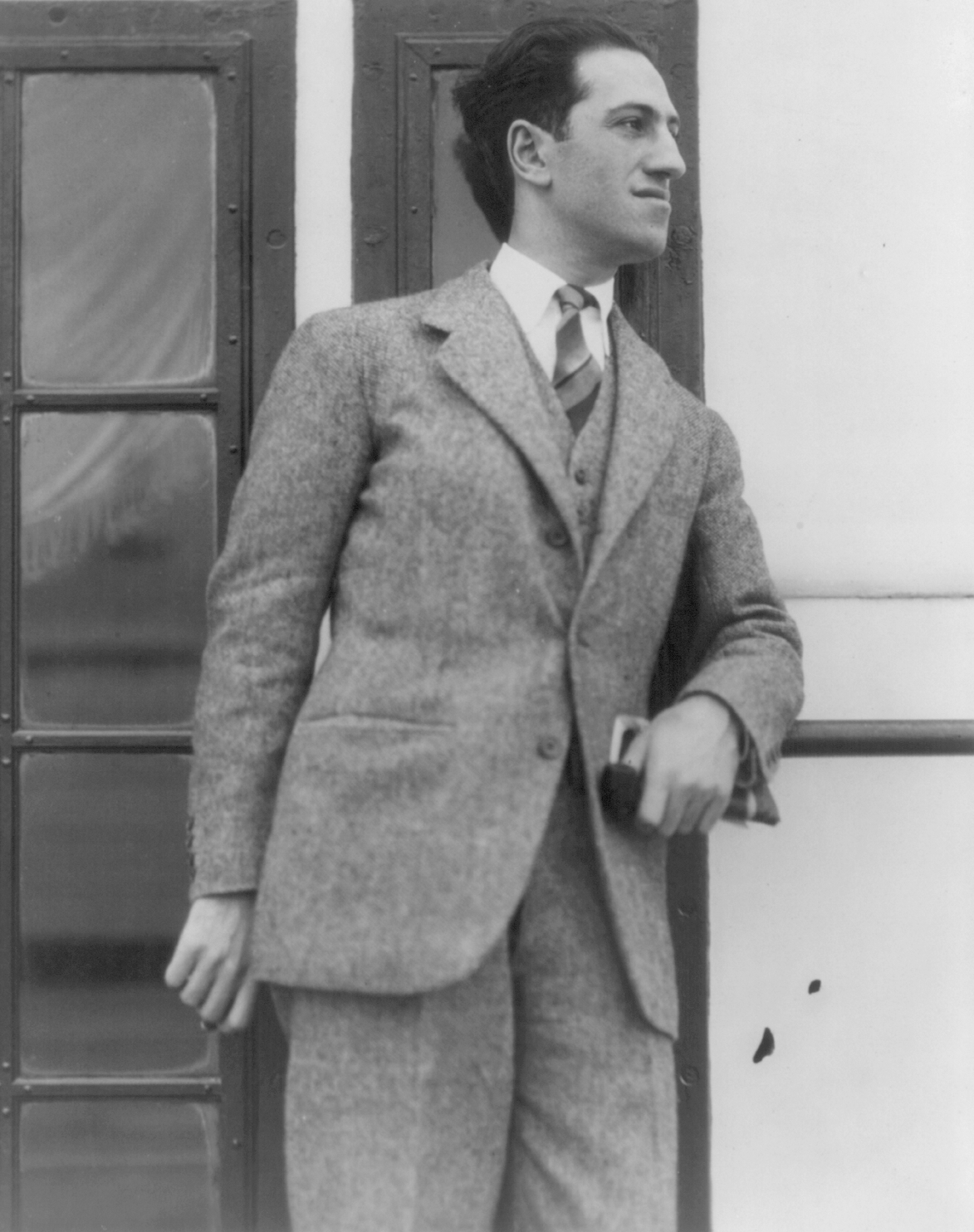
George Gershwin

In zijn nieuwe baan bleken de lessen bestemd te zijn voor een elementair niveau. Er moest ook in New York les worden gegeven, wat een wekelijkse vermoeiende reis inhield. De strenge Oostkustwinter was niet goed voor Schönbergs gezondheid. Hij wachtte geen tweede winter af aan de oostkust en in 1934 vertrok de familie naar Los Angeles om zich in Hollywood te vestigen. Schönberg voltooide er tegen het eind van het jaar zijn Suite voor strijkorkest.
Privé-leerlingen dienden zich aan en in het academisch jaar 1935-1936 begon hij met geven van lessen aan de University of Southern California, waar onder anderen John Cage zijn leerling werd.
In 1936 aanvaardde hij een professoraat aan de University of California in Los Angeles (UCLA); de familie Schönberg verhuisde naar een huis in Brentwood Park, West Los Angeles, waar Schönberg tot zijn dood zou blijven wonen. In hetzelfde jaar schreef hij zijn vierde strijkkwartet (opus 37), evenals het derde in opdracht van Elizabeth Sprague Coolidge, en voltooide hij het vioolconcert (opus 36), waaraan hij de voorgaande zomer was begonnen. Ook sloot hij vriendschap met George Gershwin. Schönbergs dochter Gertrude Geissle en haar familie, evenals Zemlinsky en zijn vrouw, kwamen in 1938 ook naar de Verenigde Staten.
Schönberg kon moeilijk volledig aarden in de VS. Hij was in een heel wat betere positie dan veel van zijn medevluchtelingen, maar zijn leerlingen konden hem vaak niet helemaal volgen. Het was niet makkelijk om zijn werk uitgevoerd te krijgen en daarbij was het nieuws over de situatie in Europa – en het toenemend gevaar voor zijn familie en vrienden daar – een grote belasting voor hem. Zijn huiselijk geluk gaf hem kracht en steun, en zijn twee in de VS geboren zoons gaven hem enige band met het land. Het enige werk dat hij na zijn aanstelling aan de UCLA tot 1940 schreef was Kol Nidre (1938; opus 39), een bewerking van het traditionele gezang aan de vooravond van Jom Kipoer; verder voltooide hij de tweede Kammersymphonie (opus 38) (deels al gecomponeerd tussen 1906 en 1916). In 1940 maakte Schoenberg een plaatopname van Pierrot Lunaire; Leopold Stokowski zorgde in hetzelfde jaar op 6 december voor de eerste uitvoering van Schoenbergs vioolconcert, met Louis Krasner als solist.
Vanaf 1941, het jaar waarin zijn zoon Lawrence werd geboren, volgde een hele reeks nieuwe composities: eerst het Rezitativ für Orgel (opus 40), in 1942 een bewerking voor twee piano's van de Tweede Kammersymphonie, de Ode an Napoleon Buonaparte (opus 41), het pianoconcert (opus 42) en in 1943 het Thema und Variationen für Blasorchester (opus 43). Dat laatste stuk bewerkte hij (opus 43b) op aanraden van zijn schoonzoon Felix Greissle tevens voor groot orkest, omdat de blaaspartijen de technische mogelijkheden van de meeste Amerikaanse ensembles te boven gingen.
In 1944 overwoog Schönberg te emigreren naar Nieuw-Zeeland; maar om praktische redenen zag hij daar toch van af: de kans dat zijn muziek zou worden uitgevoerd zou nog kleiner zijn dan in de Verenigde Staten. In dat jaar verslechterde ook zijn gezondheid: diabetes, duizelingen, en een verergering van zijn astma. Met het bereiken van de zeventigjarige leeftijd moest hij met emeritaat, en aangezien hij slechts acht jaar les had gegeven aan de universiteit was zijn pensioen laag. Schönberg was genoodzaakt privélessen te blijven geven. In opdracht van Nathaniel Shilkret ontstond de Prelude (opus 44) als onderdeel van de Genesis-suite, die als collectieve compositie werd geschreven door Shilkret zelf, Alexander Tansmann, Darius Milhaud, Mario Castelnuovo-Tedesco, Ernst Toch en Igor Stravinsky.

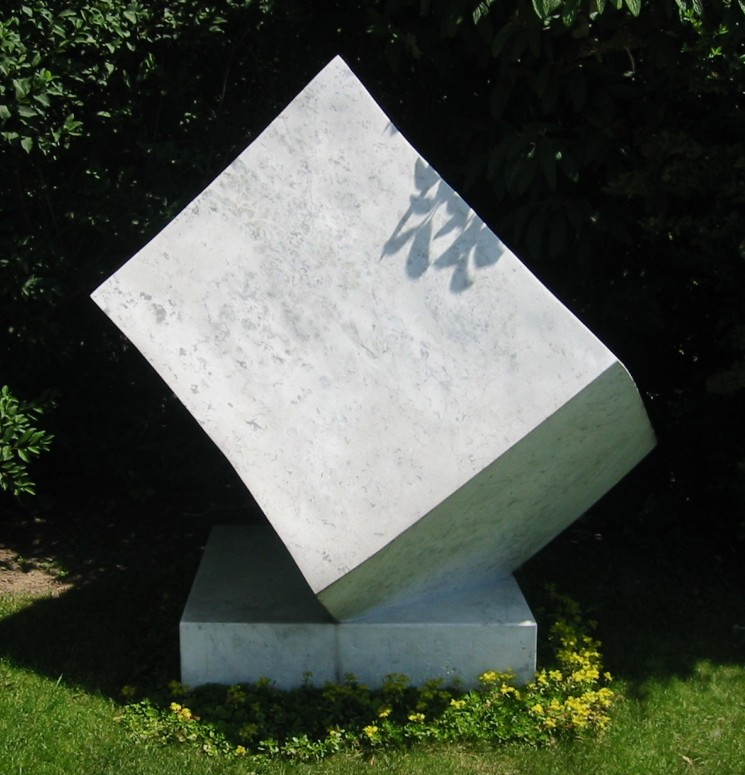
Eregraf Schönberg Zentralfriedhof Wenen

Een hartaanval in 1946 verslechterde zijn lichamelijke conditie nog verder. Wel componeerde hij in dat jaar zijn strijktrio (opus 45) en het jaar daarop A Survivor from Warsaw (opus 46). Ook voltooide hij zijn leerboek Structural Functions of Harmony. Het daaropvolgende jaar werd hij gekozen als lid van de American Academy of Arts and Letters. In 1948 voltooide hij zijn boek Fundamentals of Musical Composition. Ook gaf hij weer lessen - maar in zijn laatste jaren was hij door zijn lichamelijke conditie ernstig beperkt in zijn handelen. De controverse met Thomas Mann over diens roman Doctor Faustus greep hem aan: de hoofdpersoon ontwikkelt een nieuw compositiesysteem, zodat velen er Schönberg in herkenden.
In 1949 was hij niet in staat om naar Europa te reizen voor uitnodigingen ter gelegenheid van zijn 75e verjaardag; de stad Wenen verleende hem het ereburgerschap. Er volgden nog composities: de Phantasie für Violine mit Klavierbegleitung (opus 47) en een aantal koorwerken.
In 1950 verzamelde Schönberg een aantal van zijn essays in Style and Idea. In 1951 werd hem door de Muziekacademie in Jeruzalem het erevoorzitterschap verleend.
Arnold Schönberg overleed op 13 juli 1951 in Los Angeles. De urn met zijn as, en die van zijn in 1967 overleden vrouw Gertrud, zijn op 6 juni 1974 bijgezet op het Zentralfriedhof in Wenen.
In 2025 ging een groot deel van Schönbergs archief verloren, toen het huis van zijn zoon Larry verwoest werd tijdens een reeks natuurbranden in Californië.

## Trivia
- Schönberg leed aan triskaidekafobie, angst voor het getal 13. Hij is op de dertiende van een maand geboren en overleden.

## Lijst van composities
| DE WERKEN VAN ARNOLD SCHÖNBERG    | DE WERKEN VAN ARNOLD SCHÖNBERG | DE WERKEN VAN ARNOLD SCHÖNBERG                                                             | DE WERKEN VAN ARNOLD SCHÖNBERG | DE WERKEN VAN ARNOLD SCHÖNBERG |
| --------------------------------- | ------------------------------ | ------------------------------------------------------------------------------------------ | --- | --- |
|                                   | opus                           | titel                                                                                      | - onderdelen - tekstschrijver | - jaar van compositie - bijzonderheden |
| VOCALE WERKEN                     |                                |                                                                                            | | |
| MUZIEKDRAMATISCHE WERKEN          | 17                             | Erwartung, monodrama in één acte                                                           | tekst: Marie Pappenheim | 1909 |
| MUZIEKDRAMATISCHE WERKEN          | 18                             | Die glückliche Hand, drama met muziek in één acte                                          | libretto: Arnold Schönberg | 1910-1913 |
| MUZIEKDRAMATISCHE WERKEN          | 32                             | Von heute auf Morgen, opera in één acte                                                    | libretto: Gertrud Schönberg ('Max Blonda') | 1928-1929 |
| MUZIEKDRAMATISCHE WERKEN          |                                | Moses und Aron, opera in 3 actes                                                           | | 1930-1932; onvoltooid |
| ZANG EN ORKEST                    |                                | Gurre-Lieder, voor sopraan, contra-alt, tenor, bariton, bas, recitant, koor en orkest      | tekst: Jens Peter Jacobsen | 1900-1911 |
| ZANG EN ORKEST                    |                                | Symfonie, voor solisten, koor en orkest                                                    | teksten: Richard Dehmel, Rabindranath Tagore, Schönberg, Bijbel | 1912-1914; onvoltooid |
| ZANG EN ORKEST                    |                                | Die Jakobsleiter, oratorium voor solisten, koor en orkest                                  | | 1917-1922, 1944; uitvoeringsversie van Winfried Zillig, 1958                                                                                                   |
| ZANG EN ORKEST                    | 39                             | Kol Nidre, voor spreker, koor en orkest                                                    | | 1938 |
| ZANG EN ORKEST                    | 46                             | Een overlevende uit Warschau, voor spreker, mannenkoor en orkest                           | tekst: Arnold Schönberg | 1947 |
| ZANG EN ORKEST                    |                                | Israël Exists Again, voor koor en orkest                                                   | | 1949; onvoltooid |
| ZANG EN ORKEST                    | 50c                            | Moderner Psalm, voor spreker, koor en orkest                                               | | 1950; onvoltooid |
| SOLOZANG EN ORKEST                | 8                              | Zes liederen, voor zang en orkest                                                          | - Natur (Julius Hart) - Das Wappenschild (uit Des Knaben Wunderhorn) - Sehnsucht (uit Des Knaben Wunderhorn) - Nie ward ich Herrin müd (Francesco Petrarca) - Voll jener Süße (Petrarca) - Wenn Vöglein klagen (Petrarca)        | 1903-1905 |
| SOLOZANG EN ORKEST                | 22                             | Vier liederen, voor zang en orkest                                                         | - Alle, welche dich suchen (Rainer Maria Rilke) - Mach mich zum Wächter deiner Weiten (Rilke) - Vorgefühl (Rilke) - Seraphita (Ernest Dowson/Stefan George)                                                                      | |
| KOOR MET OF ZONDER BEGELEIDING    |                                | Ei du Lütte, voor mannenkoor a capella                                                     | tekst: Groth | ongedateerd; 1895/1896? |
| KOOR MET OF ZONDER BEGELEIDING    | 13                             | Friede auf Erden, voor gemengd koor a capella                                              | tekst: Conrad Ferdinand Meyer | 1907; begeleiding door blaasinstrumenten toegevoegd in 1911 |
| KOOR MET OF ZONDER BEGELEIDING    | 27                             | Vier stukken, voor gemengd koor                                                            | - Unentrinnbar (Schönberg) - Du sollst nicht, du mußt (Schönberg) - Mond und Menschen (Hans Bethge) - Der Wunsch des Liebhabers (Bethge)                                                                                         | 1925 |
| KOOR MET OF ZONDER BEGELEIDING    | 28                             | Drie satires, voor gemengd koor                                                            | - Am Scheideweg (Schönberg) - Vielseitigkeit (Schönberg) - Der neue Klassizismus (Schönberg) | 1925; Appendix: - Ein Spruch und zwei Variationen über ihn - Canon voor strijkkwartet - Legitimation als Canon                                                 |
| KOOR MET OF ZONDER BEGELEIDING    |                                | Drie volksliederen, voor gemengd koor                                                      | - Es gingen zwei Gespielen gut - Herzlieblich Lieb, durch Scheiden - Schein aus, du liebe Sonne | 1929 |
| KOOR MET OF ZONDER BEGELEIDING    | 35                             | Zes stukken, voor mannenkoor                                                               | - Hemmung (Schönberg) - Das Gesetz (Schönberg) - Ausdrucksweise (Schönberg) - Glück (Schönberg) - Landsknecht (Schönberg) - Verbundenheit (Schönberg)                                                                            | 1929-1930 |
| KOOR MET OF ZONDER BEGELEIDING    | 49                             | Drie volksliederen, voor gemengd koor a capella                                            | - Es gingen zwei Gespielen gut - Der Mai tritt ein mit Freuden - Mein Herz in steten Treuen | 1948 |
| KOOR MET OF ZONDER BEGELEIDING    | 50a                            | Dreimal tausend Jahre, voor gemengd koor a capella                                         | | 1949 |
| KOOR MET OF ZONDER BEGELEIDING    | 50b                            | Psalm 130, De Profundis, voor zesstemmig gemengd koor a capella                            | | 1950 |
| SOLOZANG MET BEGELEIDING          |                                |                                                                                            | - Eclogue - Lied der Schnitterin (Pfau) - Mädchenlied (Paul Heyse) - Mannesbangen (Dehmel) - Nicht doch! (Dehmel) - Waldesnacht (Heyse) - Mädchenfrühling (Dehmel)                                                               | ongedateerd, waarschijnlijk eind 19e eeuw; Mädchenfrühling 1897                                                                                                |
| SOLOZANG MET BEGELEIDING          | 1                              | Twee liederen, voor bariton en piano                                                       | - Dank (Karl von Levetzow) - Abschied (Levetzow) | 1897 of 1898 |
| SOLOZANG MET BEGELEIDING          |                                | Die Beiden                                                                                 | tekst: Hugo von Hofmannsthal | 1899 |
| SOLOZANG MET BEGELEIDING          | 2                              | Vier liederen, voor zang en piano                                                          | - Erwartung (Dehmel) - Schenk mir deinen goldenen Kamm (Dehmel) - Erhebung (Dehmel) - Waldsonne (Johannes Schlaf) | 1899 |
| SOLOZANG MET BEGELEIDING          |                                | Grass in die Ferne                                                                         | | 1900 |
| SOLOZANG MET BEGELEIDING          |                                | Brettl-Lieder                                                                              | - Der genügsame Liebhaber (Salus) - Einfältigtes Lied (Hugo Salus) - Jedem das Seine (Colly) - Mahnung (Hochstetter) - Galathea (Frank Wedekind) - Gigerlette (Otto Julius Bierbaum) - Aus dem Spiegel von Arcadia (Schikaneder) | 1901 |
| SOLOZANG MET BEGELEIDING          | 3                              | Zes liederen, voor middenstem en klavier                                                   | - Wie Georg von Frundsberg von sich selber sang (Des Knaben Wunderhorn) - Die Aufgeregten (Keller) - Warnung (Dehmel) - Hochzeitslied (Jens Peter Jacobsen) - Geübtes Herz (Gottfried Keller) - Freihold (Hermann Lingg)         | 1899-1903 |
| SOLOZANG MET BEGELEIDING          |                                | Deinem Blick zu mich bequemen                                                              | tekst: Goethe | 1903 |
| SOLOZANG MET BEGELEIDING          | 6                              | Acht liederen, voor zang en piano                                                          | - Traumleben (Julius Hart) - Alles (Dehmel) - Mädchenlied (Paul Remer) - Verlassen (Hermann Conradi) - Ghasel (Keller) - Am Wegrand (John Henry Mackay) - Lockung (Kurt Aram) - Der Wanderer (Friedrich Nietzsche)               | 1903-1905 |
| SOLOZANG MET BEGELEIDING          |                                | Gedenken                                                                                   | | ongedateerd; ca. 1905 |
| SOLOZANG MET BEGELEIDING          | 12                             | Twee ballades, voor zang en piano                                                          | - Der verlorene Haufen (Victor Klemperer) - Jane Grey (Heinrich Ammann) | 1907 |
| SOLOZANG MET BEGELEIDING          |                                | Jeduch (ballade)                                                                           | tekst: Hermann Löns | 1907; onvoltooid |
| SOLOZANG MET BEGELEIDING          |                                | Mignon                                                                                     | tekst: Goethe | 1907; onvoltooid |
| SOLOZANG MET BEGELEIDING          | 14                             | Twee liederen, voor zang en piano                                                          | - Ich darf nicht dankend (George) - In diesen Wintertagen (Karl Henckell) | 1907-1908 |
| SOLOZANG MET BEGELEIDING          |                                | Friedensabend                                                                              | tekst: Stefan George | 1908; onvoltooid |
| SOLOZANG MET BEGELEIDING          | 15                             | Das Buch der hängenden Gärten, liederencyclus voor hoge stem en piano                      | tekst: Stefan George | 1908-1909 |
| SOLOZANG MET BEGELEIDING          |                                | Am Strande                                                                                 | tekst: Rainer Maria Rilke | gedateerd 1909, mogelijk 1908 |
| SOLOZANG MET BEGELEIDING          | 21                             | Pierrot Lunaire                                                                            | tekst: Albert Giraud / Otto Erich Hartleben | 1912 |
| SOLOZANG MET BEGELEIDING          |                                | Vier Duitse volksliederen                                                                  | - Der Mai tritt ein mit Freuden - Es gingen zwei Gespielen gut - Mein Herz in steten Treuen - Mein Herz ist mir gemenget | 1929 |
| SOLOZANG MET BEGELEIDING          | 48                             | Drie liederen, voor zang en piano                                                          | - Mädchenlied (Jakob Haringer) - Sommermud (Haringer) - Tod (Haringer) | 1933 |
| INSTRUMENTALE WERKEN              |                                |                                                                                            | | |
| ORKEST, KAMERORKEST, STRIJKORKEST |                                | Serenade in D, voor klein orkest                                                           | | 1896; onvoltooid |
| ORKEST, KAMERORKEST, STRIJKORKEST |                                | Gavotte en Musette, voor strijkorkest                                                      | | 1897 |
| ORKEST, KAMERORKEST, STRIJKORKEST |                                | Frühlings Tod, symfonisch gedicht naar Lenau                                               | | 1898; onvoltooid |
| ORKEST, KAMERORKEST, STRIJKORKEST |                                | Adagio in As, voor strijkorkest en harp                                                    | | ongedateerd, eind 19e eeuw |
| ORKEST, KAMERORKEST, STRIJKORKEST | 5                              | Pelleas und Melisande (Schönberg), symfonisch gedicht naar Maurice Maeterlinck             | | 1902-1903 |
| ORKEST, KAMERORKEST, STRIJKORKEST | 9                              | Kammersymphonie, nr. 1 voor 15 soloinstrumenten                                            | | 1906; - bewerking voor orkest, 1922 - tweede herziene bewerking voor orkest, opus 9b, 1935                                                                     |
| ORKEST, KAMERORKEST, STRIJKORKEST | 16                             | Fünf Orchesterstücke                                                                       | | 1909 - versie voor kamerensemble van de delen 1, 2, 4 en 5 door Schönberg en Felix Greissle, ca. 1919 - herziening 1922 - herziening voor kleiner orkest, 1949 |
| ORKEST, KAMERORKEST, STRIJKORKEST |                                | Drie kleine stukken voor kamerorkest                                                       | | 1910 |
| ORKEST, KAMERORKEST, STRIJKORKEST | 31                             | Variationen für Orchester                                                                  | | 1926-1928 |
| ORKEST, KAMERORKEST, STRIJKORKEST | 34                             | Begleitungsmusik zu einer Lichtspielszene, voor orkest                                     | | 1929-1930 |
| ORKEST, KAMERORKEST, STRIJKORKEST |                                | Suite in G, voor strijkorkest                                                              | | 1934 |
| ORKEST, KAMERORKEST, STRIJKORKEST | 38                             | Kammersymphonie, nr. 2 in Es voor middelgroot orkest                                       | | 1906-1916; versie voor 2 piano's, opus 38b, 1941 |
| ORKEST, KAMERORKEST, STRIJKORKEST | 43a                            | Thema und Variationen für Blasorchester                                                    | | 1942; bewerking voor groot orkest, opus 43b, 1943 |
| ORKEST, KAMERORKEST, STRIJKORKEST | 44                             | Prelude voor de Genesis Suite, voor orkest en gemengd koor                                 | | 1945 |
| SOLOINSTRUMENT(EN) EN ORKEST      |                                | Celloconcert in D                                                                          | naar een klavecimbelconcert van G.M. Monn | 1932-1933 |
| SOLOINSTRUMENT(EN) EN ORKEST      |                                | Concert voor strijkkwartet en orkest in Bes                                                | naar het Concerto grosso op.6, nr. 7 van Georg Friedrich Händel | 1933 |
| SOLOINSTRUMENT(EN) EN ORKEST      | 36                             | Concert voor viool en orkest                                                               | - Poco allegro - Vivace - Andante grazioso - Finale: Allegro | 1935-1936 |
| SOLOINSTRUMENT(EN) EN ORKEST      | 42                             | Concert voor piano en orkest                                                               | - Life was so easy. (Andante) - But suddenly hatred broke out. (Molto allegro) - A serious situation was created. (Adagio) - But life goes on. (Giocoso, Moderato - Commodo grazioso - Stretto)                                  | 1942 |
| KAMERMUZIEK                       |                                | Presto in C voor strijkkwartet                                                             | | ongedateerd, misschien 1894 |
| KAMERMUZIEK                       |                                | Scherzo in F voor strijkkwartet                                                            | | 1897 |
| KAMERMUZIEK                       |                                | Strijkkwartet in D                                                                         | | 1897 |
| KAMERMUZIEK                       | 4                              | Verklärte Nacht, strijksextet                                                              | naar Dehmel | 1899, versies voor strijkorkest in 1917 en 1943 |
| KAMERMUZIEK                       | 7                              | Strijkkwartet nr. 1 in d                                                                   | | 1904-1905 |
| KAMERMUZIEK                       |                                | Ein Stelldichein, voor hobo, klarinet, viool, cello en piano                               | | 1905; onvoltooid |
| KAMERMUZIEK                       | 10                             | Strijkkwartet nr. 2 in fis, met sopraan                                                    | tekst: Stefan George - derde deel: Litanei - vierde deel: Entrückung | 1907-1908 |
| KAMERMUZIEK                       | 24                             | Serenade, voor klarinet, basklarinet, mandoline, gitaar, viool, altviool, cello en bariton | tekst vierde deel: sonnet van Francesco Petrarca | 1920-1923 |
| KAMERMUZIEK                       | 26                             | Blaaskwintet, voor fluit, hobo, klarinet, hoorn en fagot                                   | | 1923-1924 |
| KAMERMUZIEK                       | 29                             | Suite, voor piano, klarinet, basklarinet, viool, altviool en cello                         | | 1924-1926 |
| KAMERMUZIEK                       | 30                             | Strijkkwartet nr. 3                                                                        | | 1927 |
| KAMERMUZIEK                       | 37                             | Strijkkwartet nr. 4                                                                        | | 1936 |
| KAMERMUZIEK                       | 45                             | Strijktrio                                                                                 | | 1946 |
| KAMERMUZIEK                       | 47                             | Fantasie voor viool met pianobegeleiding                                                   | | 1949 |
| SOLOKLAVIERWERKEN                 |                                | Lied ohne Worte                                                                            | | ca. 1890 |
| SOLOKLAVIERWERKEN                 |                                | Drie pianostukken                                                                          | - Andantino - Andantino grazioso - Presto | 1894 |
| SOLOKLAVIERWERKEN                 |                                | Zes stukken voor pianoduet                                                                 | | 1896 |
| SOLOKLAVIERWERKEN                 |                                | Alla Marcia in Es                                                                          | | tussen 1905-1910 |
| SOLOKLAVIERWERKEN                 | 11                             | Drie pianostukken                                                                          | - Mässig - Mässig - Bewegt | 1909 |
| SOLOKLAVIERWERKEN                 | 19                             | Zes kleine stukken voor piano                                                              | - Leicht, zart - Langsam - Sehr langsam - Rasch, aber leicht - Etwas rasch - Sehr langsam | 1911 |
| SOLOKLAVIERWERKEN                 | 23                             | Vijf stukken voor piano                                                                    | - Sehr langsam - Sehr rasch - Langsam - Schwungvoll - Walzer | 1920-1923 |
| SOLOKLAVIERWERKEN                 | 25                             | Suite voor piano                                                                           | - Präludium - Gavotte & Musette - Intermezzo - Menuett & Trio - Gigue | 1921-1923 |
| SOLOKLAVIERWERKEN                 |                                | Pianostuk in G                                                                             | | 1925; onvoltooid |
| SOLOKLAVIERWERKEN                 | 33a                            | Pianostuk                                                                                  | | 1928-1929 |
| SOLOKLAVIERWERKEN                 | 33b                            | Pianostuk                                                                                  | | 1931 |
| SOLOKLAVIERWERKEN                 |                                | Sonate voor orgel                                                                          | | 1941; onvoltooid |
| SOLOKLAVIERWERKEN                 | 40                             | Variaties over een recitatief, voor orgel                                                  | | 1941 |

## Boeken
Schönbergs bijdrage aan de geschiedenis van de klassieke muziek bestaat naast zijn composities tevens uit een aantal boeken die hij publiceerde op het gebied van de klassieke muziektheorie:
- Harmonielehre (1911)
- Structural functions of harmony (postuum gepubliceerd in 1954)
- Fundamentals of musical composition (postuum gepubliceerd in 1967)
- Style and Idea (verzamelde artikelen, (postuum gepubliceerd in 1975)